# Cobra (Programmiersprache)
Cobra ist eine objektorientierte Programmiersprache. Ziel dieser Entwicklung sind nicht experimentelle Features oder neue Konzepte, sondern eine übersichtliche, praxisorientierte Syntax mit umfangreicher und bewährter Unterstützung des Entwicklungsprozesses. Die Implementierung setzt auf das .Net-Framework auf und läuft sowohl auf der .NET- als auch auf der Mono-Plattform.
Cobra lehnt seine Syntax stark an Python an. Die Sprache bietet dynamische und optionale statische Typisierung an. Weiter bietet Cobra auch Syntaxelemente für Lambda-Ausdrücke, Design by contract und Modultests. Diese wurden von Eiffel und D inspiriert.
Cobra ist ein Open-Source-Projekt und wurde am 29. Februar 2008 unter der MIT-Lizenz freigegeben.
Seit Ende 2013 wird das Projekt nicht mehr gepflegt, es sind keine neueren Versionen mehr verfügbar.

## Beispiel
Das klassische Hallo-Welt-Programm sieht folgendermaßen aus:
```
class
 
Hallo

    
def
 
main

        
print
 
'Hallo Welt!'

```

Klassen werden in Cobra mit dem Schlüsselwort class eingeleitet. Das folgende Beispielprogramm definiert eine neue Klasse Person mit einem Namen und einem Alter, die über eine Methode automatisch in einen String umgewandelt werden kann:
```
class
 
Person

    
var
 
_name
 
as
 
String

    
var
 
_alter
 
as
 
int

    
cue
 
init
(
name
 
as
 
String
,
 
alter
 
as
 
int
)

        
_name
,
 
_alter
 
=
 
name
,
 
alter

    
def
 
toString
 
as
 
String
 
is
 
override

        
return
 
'Mein Name ist [_name] und ich bin [_alter] Jahre alt.'

```